# Equipe namibiana na Copa Davis
A equipe namibiana na Copa Davis representa a Namíbia na Copa Davis, principal competição de tênis masculina por equipes do mundo. É administrada pela Namibia Tennis Association.